# ライゼン・スタジオ
ライゼン・スタジオ（Laizen Studio、略称 Laizen, ライゼン）は、ロサンゼルスに拠点を置くマルチメディア会社。シンカ・グループの子会社。

## 概要
2008年に、最初のアメリカン・コミックスとなる小山田真が原作者の一人であるドリームホッパーズの企画と制作をきっかけに、2009年にアメリカン・コミックス出版社ライゼン・コミックスをロサンゼルスにて設立。全米各地のアメリカン・コミックス専門店へ配給。
2013年に、北米のインディーゲームデベロッパー、エレメンタル・ラボ社が企画していたプレイステーション3・プレイステーション4・PC（Steam）用ソフト『リボーン』（Reborn）の企画・開発の協力に関わる。
同年に、コミックス以外の事業拡大により、マルチメディア会社「ライゼン・スタジオ」としてロサンゼルスに設立。
2014年に、ラインがクリエイターズスタンプを開始直後、独自のLINEスタンプ「コララ」 (Kolala)を制作・出版し、人気を集める。

## 主な作品

### アメリカン・コミックス
- ドリームホッパーズ (THe Dreamhoppers) - （2009年刊行、ライゼン・コミックス、全米）
- コララ・コラロ (Kolala & Kolalo)

### ビデオゲーム
- リボーン (Reborn)

### スタンプ
- コララ (Kolala) - （2014年刊行、LINEストア、日本）